# Kruidenthee

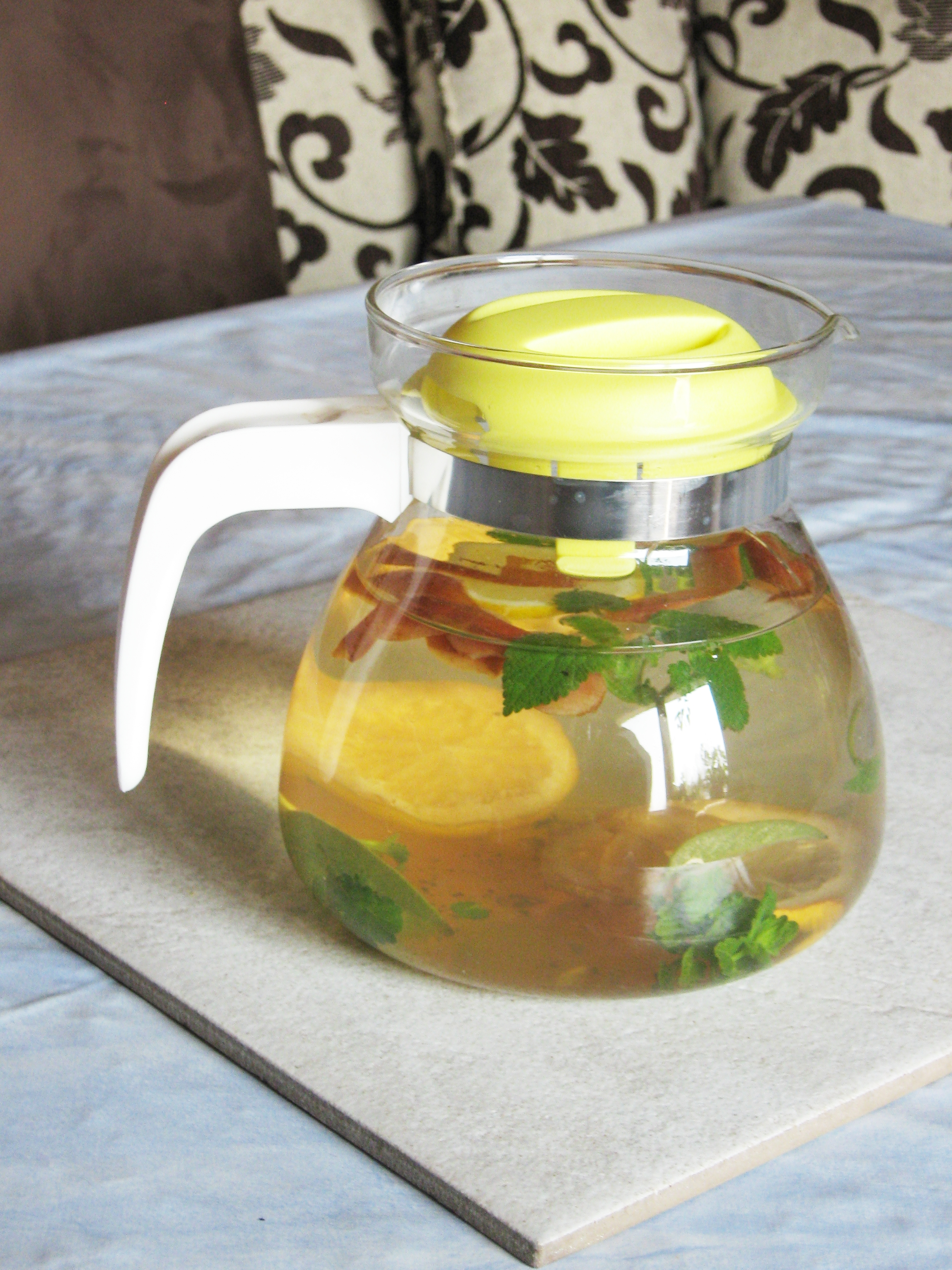
Een pot kruidenthee van verse kruiden

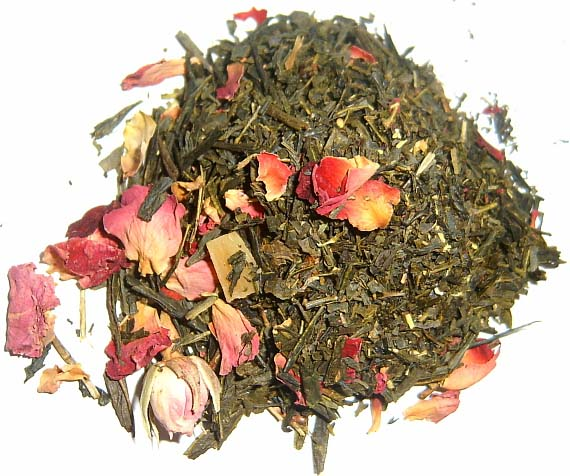
Gedroogde bestanddelen voor kruidenthee

Kruidenthee, of tisane, is een op thee lijkende warme drank, die gemaakt wordt van diverse kruiden.
De "thee" wordt niet gemaakt van bladeren van de theestruik, maar van andere planten, die andere eigenschappen hebben. "Tisane" is daarom eigenlijk een betere naam. Dit woord komt van het Griekse πτισάνη (ptisanē), een drank gemaakt van gerst. Diverse kruiden, zoals bladeren van de bosaardbei, bonenkruid, brandnetel of rooibos, kunnen gebruikt worden om de drank te bereiden.
Omdat kruidenthee geen thee bevat, bevat de drank geen cafeïne of tannine. Mensen die gevoelig zijn voor deze stoffen kunnen het daarom voor het slapen gaan drinken zonder inslaapproblemen.
Met het begrip kruidenthee kan ook een thee van de theestruik bedoeld worden waar kruiden aan toegevoegd zijn.